# Mengengerüst
Ein Mengengerüst beschreibt die (mengenmäßige) Zusammensetzung eines Objekts (oder Vorgangs), indem es zu jeder Komponente eine Menge angibt. Im Wesentlichen dient es der quantifizierenden Beschreibung und einer damit verbundenen Kostenrechnung.

## Beispiele
- Produkte: Das Mengengerüst eines Produkts enthält z. B. die Stücklistendaten (Bauteile und jeweilige Menge).
- Prozesse: In einem Mengengerüst für Produktionsprozesse werden die zur Durchführung notwendigen Mittel (z. B. Sachgüter, Personal, Investitionen) in ihrer Art und Anzahl beschrieben.
- Informationstechnik: Die in einem Projekt verwendeten Datenbestände und Datenbewegungen.